# پرواسپر مندی
پرواسپر مندی (انگلیسی: Prosper Mendy؛ زادهٔ ۷ ژوئن ۱۹۹۶) بازیکن فوتبال است.
از باشگاه‌هایی که در آن بازی کرده‌است می‌توان به باشگاه فوتبال استرومسگودست اشاره کرد.